# Communauté de communes du Pays Gentiane
La communauté de communes du Pays Gentiane est une communauté de communes française, située dans le département du Cantal et la région Auvergne-Rhône-Alpes.

## Historique
Elle est créée le 29 décembre 1993.
Le 7 mars 2016, la commission départementale de coopération intercommunale du Cantal, réunie pour examiner le projet de schéma départemental de coopération intercommunale, propose, après examen des amendements, de fusionner la communauté de communes du Pays Gentiane avec la communauté de communes Sumène Artense, à laquelle s'ajouterait Lugarde, détachée de la communauté de communes du Cézallier.
Le rejet du projet de fusion par les élus communautaires et les communes du Pays Gentiane entraîne son abandon. Toutefois, Lugarde intègre bien l'intercommunalité le 1er janvier 2017.
Le 1er janvier 2019, les communes de Chanterelle, Condat, Montboudif et Saint-Bonnet-de-Condat quittent Hautes Terres Communauté pour rejoindre la communauté de communes.

## Territoire communautaire

### Géographie
Elle est située au nord du massif cantalien.

### Composition
La communauté de communes est composée des 17 communes suivantes :

| Nom                       | Code Insee | Gentilé       | Superficie (km2) | Population (dernière pop. légale) | Densité (hab./km2) |
| ------------------------- | ---------- | ------------- | ---------------- | --------------------------------- | ------------------ |
| Riom-ès-Montagnes (siège) | 15162      | Riomois       | 46,48            | 2 403 (2022)                      | 52                 |
| Apchon                    | 15009      | Apchonnais    | 12,43            | 180 (2022)                        | 14                 |
| Chanterelle               | 15040      |               | 19,72            | 99 (2022)                         | 5                  |
| Cheylade                  | 15049      | Cheyladais    | 32,81            | 224 (2022)                        | 6,8                |
| Le Claux                  | 15050      |               | 28,07            | 161 (2022)                        | 5,7                |
| Collandres                | 15052      |               | 43,32            | 157 (2022)                        | 3,6                |
| Condat                    | 15054      | Condatais     | 40,24            | 950 (2022)                        | 24                 |
| Lugarde                   | 15110      | Lugardais     | 13,43            | 119 (2022)                        | 8,9                |
| Marchastel                | 15116      | Marchastélois | 22,92            | 132 (2022)                        | 5,8                |
| Menet                     | 15124      | Menetois      | 29,86            | 531 (2022)                        | 18                 |
| Montboudif                | 15129      | Boudimontois  | 20,42            | 163 (2022)                        | 8                  |
| Saint-Amandin             | 15170      | Amandinois    | 31,89            | 227 (2022)                        | 7,1                |
| Saint-Bonnet-de-Condat    | 15173      | Bonnetois     | 17,32            | 113 (2022)                        | 6,5                |
| Saint-Étienne-de-Chomeil  | 15185      | Stéphanois    | 27,57            | 252 (2022)                        | 9,1                |
| Saint-Hippolyte           | 15190      |               | 13,92            | 98 (2022)                         | 7                  |
| Trizac                    | 15243      | Trizacois     | 44,9             | 449 (2022)                        | 10                 |
| Valette                   | 15246      |               | 14,9             | 237 (2022)                        | 16                 |

### Démographie
| 1968   | 1975   | 1982   | 1990  | 1999  | 2010  | 2015  | 2021  |
| ------ | ------ | ------ | ----- | ----- | ----- | ----- | ----- |
| 12 995 | 11 515 | 10 473 | 9 203 | 8 041 | 7 145 | 6 929 | 6 572 |

## Administration

### Siège

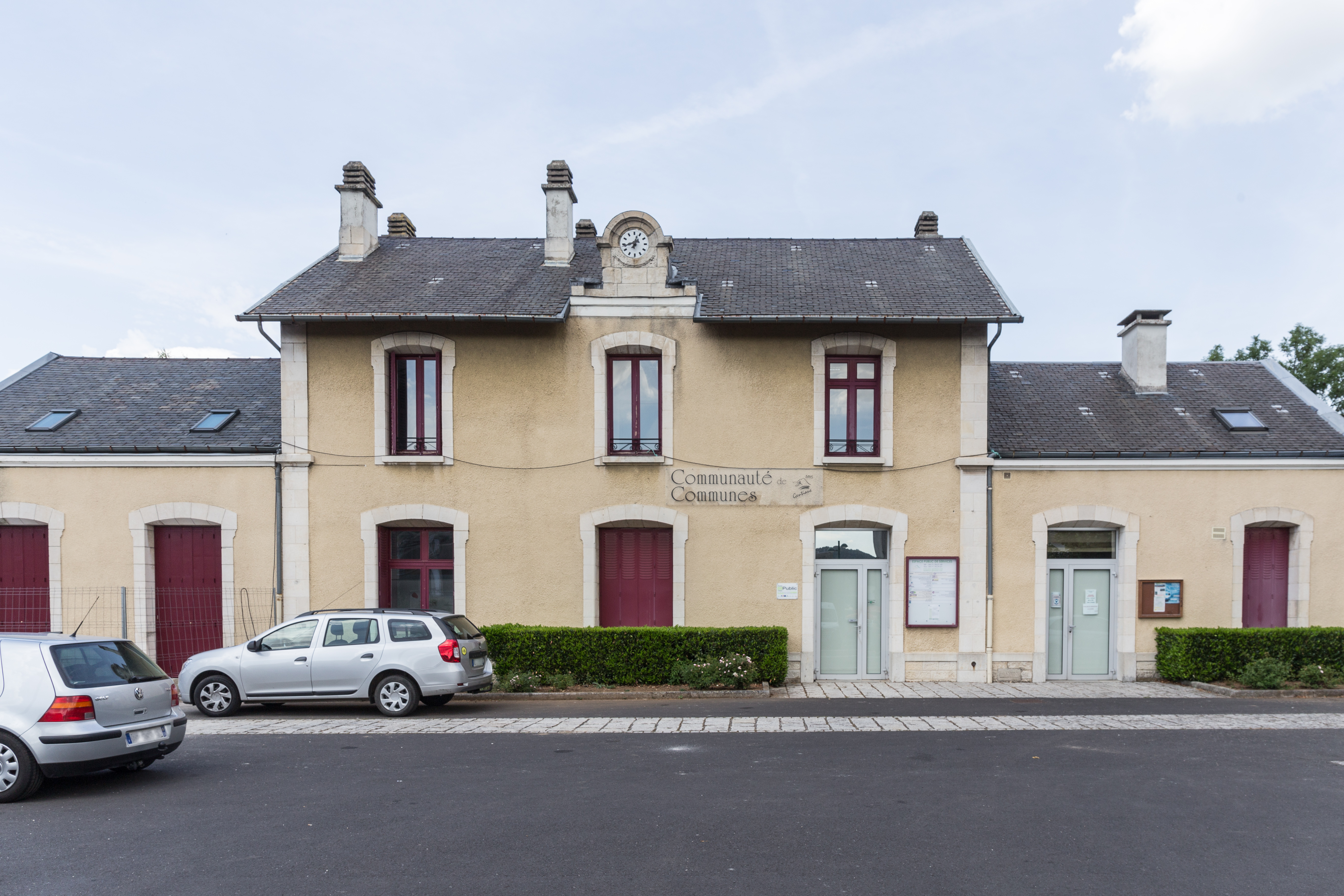
Siège de la communauté de communes dans l'ancienne gare de Riom-ès-Montagnes.

Le siège de la communauté de communes est fixé place de la Gare à Riom-ès-Montagnes, dans le bâtiment de l'ancienne gare.

### Les élus
Le conseil communautaire de la communauté de communes du Pays Gentiane se compose de 35 conseillers représentant chacune des communes membres et élus pour une durée de six ans.
Ils sont répartis comme suit :
| Nombre de conseillers | Communes               |
| --------------------- | ---------------------- |
| 13                    | Riom-ès-Montagnes      |
| 5                     | Condat                 |
| 2                     | Menet, Trizac          |
| 1                     | les 13 autres communes |

### Présidence
| Période                                  | Période      | Identité              | Étiquette | Qualité                                                                               |
| ---------------------------------------- | ------------ | --------------------- | --------- | ------------------------------------------------------------------------------------- |
| Les données manquantes sont à compléter. |              |                       |           |                                                                                       |
| 2014                                     | juillet 2020 | Anne-Marie Martinière | DVG       | adjointe au maire et déléguée communautaire de Riom-ès-Montagnes                      |
| juillet 2020                             | En cours     | Valérie Cabécas       | DVD       | maire de Valette, conseillère départementale du canton de Riom-ès-Montagnes (2015 → ) |

### Régime fiscal et budget
Le régime fiscal de la communauté de communes est la fiscalité professionnelle unique (FPU).

## Économie

### Tourisme

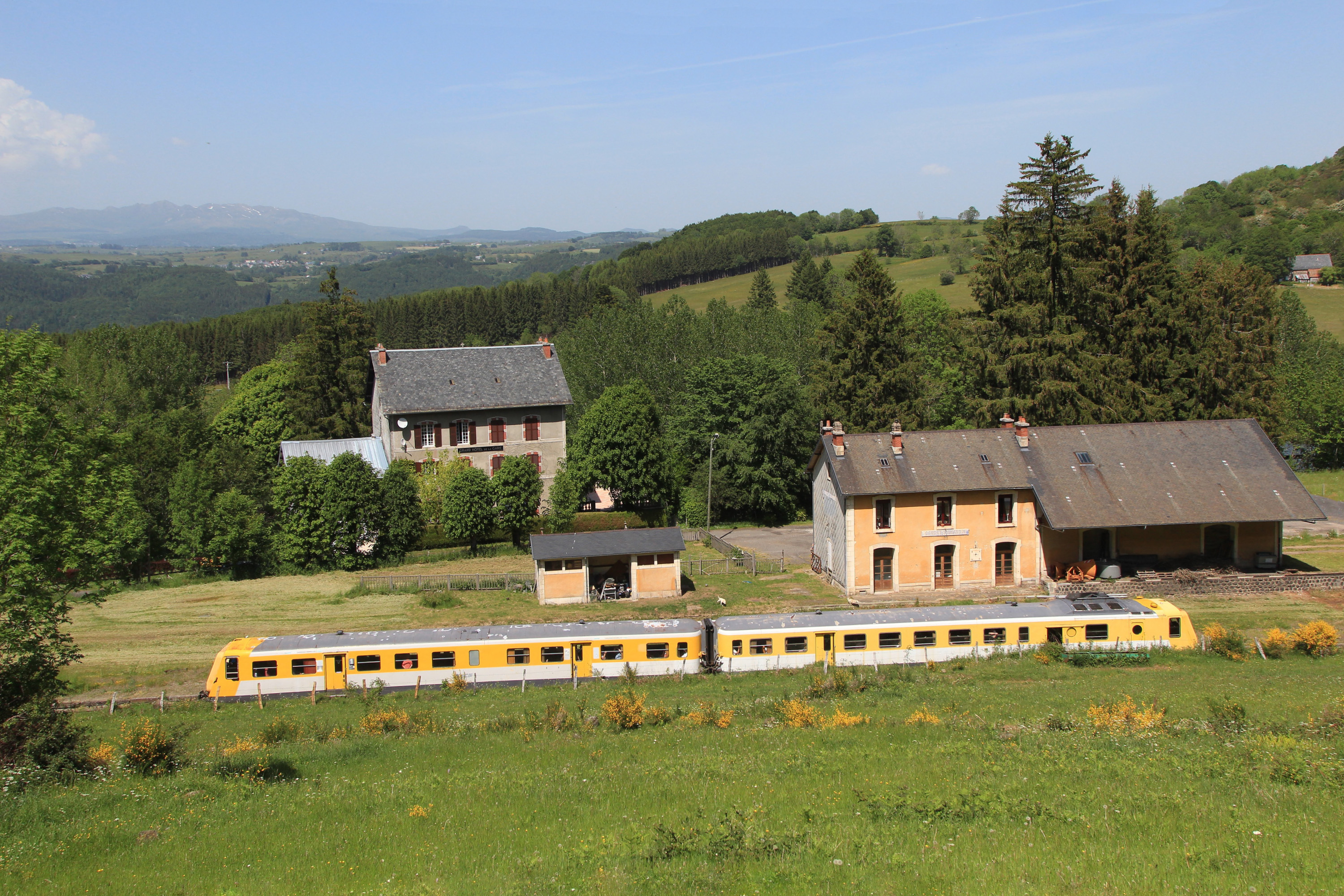
Le train touristique Gentiane express sur son parcours entre les gares de Riom-ès-Montagnes et de Lugarde.

Le Pays Gentiane, dont le nom évocateur rappelle cette fleur jaune des hauts plateaux d'estives, est une terre de diversités. Diversité de paysages étonnante : lacs (Menet, Roussillou), étangs (Lascourt, Bondes, Majonenc...) et rivières (Petite et Grande Rhue, Sumène, Véronne...) rappellent la forte présence de l'eau. Les Monts du Cantal au sud du territoire, dont le Puy Mary, classé Grand Site de France. Les hauts plateaux portent en eux toute la vocation fromagère, recelant de discrets burons, disséminés çà et là. Enfin, les bois et forêts, souvent accompagnés de tourbières, complètent ces paysages aux alentours de Riom-ès-Montagnes, Apchon, Trizac, Saint-Amandin.
La richesse patrimoniale du Pays Gentiane vient également des églises romanes, des barriades, des fours à pain ou encore des croix. L'église Saint-Léger de Cheylade, par exemple, est étonnante par sa voûte décorée de 1428 caissons polychromes représentant les animaux réels ou mythiques, des végétaux et des anges. Au milieu des pâturages, l'oratoire et la source de la Font Sainte, à 1 230 m d'altitude, sont inattendus. La petite cité de caractère de Menet accueille chaque année durant l'été les nuits musicales, festival de musique offrant une large diversité, de même que le symposium international de sculpture. Le Château d'Apchon garde en son sein les souvenirs de l'époque médiévale avec les ruines de son château féodal. On voyagera dans le temps avec le Gentiane express, autorail s'élevant à plus de 1 000 m d'altitude. Il est par ailleurs possible de visiter le lieu d'élaboration de cet apéritif à base de racines de gentiane fraîches produites dans le périmètre du parc naturel régional des volcans d'Auvergne, à l'Espace Avèze à Riom-ès-Montagne.
L'Office de Tourisme Intercommunal a changé de nom depuis le mois de janvier 2023 et se nomme désormais Office de Tourisme Destination Haut Cantal. Il dispose de 3 bureaux d'informations à Riom-ès-Montagnes, Condat et Menet.

## Voir aussi

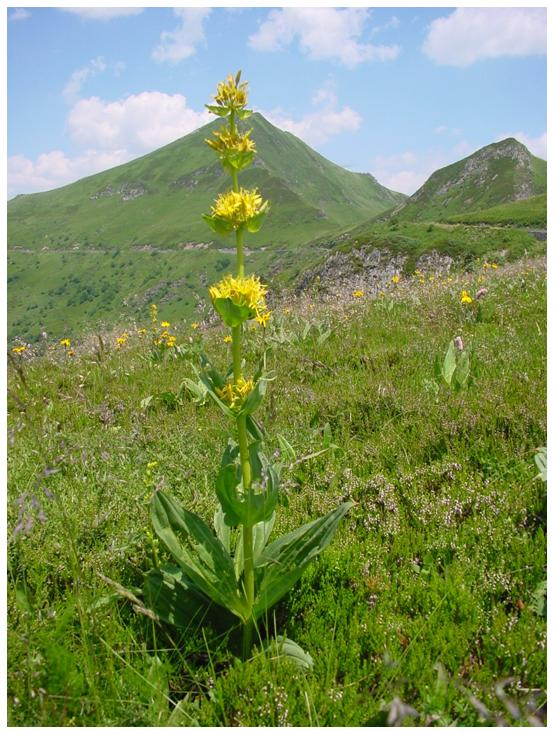
La gentiane jaune, ici devant le puy Mary, a prêté son nom.